# KIX-S
KIX-S（キックス）は、ボーカリストの浜口司とギタリストの安宅美春からなる日本のハード・ポップ・ユニット。所属事務所はドリーミックス。メンバー構成やサウンドが酷似していることから『女性版B'z』と呼ばれることがあった。
渡辺音楽出版とビーイングの共同プロデュースによって、1991年8月21日にアポロンのDreamixレーベルからアルバム『KIX-S』でデビューしたが、1997年にRCAアリオラジャパンへ移籍と同時にThe KIX-S（ザ・キックス）と改名し、シングル「FLOWER & FLOWER 〜はなとはな〜」「DO YA!」「EDEN」の3曲と、アルバム『sunrise』を発表後、1999年2月24日に『The KIX-S 90's II 〜The BEST〜』の発売を最後に活動を休止した。

## メンバー
| 名前                       | パート               | 生年月日              | 出身地         | 血液型 | 備考                                       |
| -------------------------- | -------------------- | --------------------- | -------------- | ------ | ------------------------------------------ |
| 浜口司 （はまぐち つかさ） | ボーカル 作詞        | 1971年4月14日（53歳） | 大阪府泉大津市 | O型    | KIX-Sの活動休止後は舞台女優として活動      |
| 安宅美春 （あたか みはる） | ギター コーラス 作曲 | 1968年2月28日（57歳） | 石川県金沢市   | AB型   | KIX-Sの活動休止後は『ATAKA音楽教室』を主宰 |

## 略歴

### 結成前
安宅美春は、ユニットとしてデビューする前である1990年に、B'zプロデュースによる「孤独のRunaway」でソロデビューしており、浜口司もデビュー直前に、近藤房之助・坪倉唯子・大黒摩季らが参加したカバーアルバム『ROYAL STRAIGHT SOUL』(1991年)で、スプリームスの「ストップ・イン・ザ・ネイム・オブ・ラヴ」をカバーしている。

### 1991年
8月21日、アポロンのDreamixレーベルから1stアルバム『KIX-S』発売。

### 1992年
1月21日、2ndアルバム『LES=BEAT』発売。この頃から、『女性版B'z』と呼ばれるようになった。
6月21日、3rdアルバム『ONE NIGHT HEAVEN』発売。収録曲である「また逢える…」が、フジテレビ系ドラマ『君のためにできること』の主題歌となり、7月21日にシングルカットされた。
12月14日、4thアルバム『VIRGINITY』発売。

### 1993年
5月17日、2ndシングル「愛し過ぎてこわい」発売。表題曲は、テレビ朝日系ドラマ『ララバイ刑事'93』の主題歌に使用された。
11月22日、3rdシングル「もう一度TENDERNESS」発売。表題曲は、テレビ朝日系アニメ『機動戦士Vガンダム』の後期エンディングテーマに使用された。

### 1994年
2月14日、4thシングル「LOVIN' YOU」発売。表題曲は、テレビ朝日系『お茶とUN』のオープニングテーマに使用された。
6月21日、5thアルバム『MOTHER』発売。
9月28日、5thシングル「抱いて…抱きしめて」発売。表題曲は、テレビ朝日系『Jリーグ A GOGO!!』のテーマソングに使用された。
10月26日、6thシングル「MY LIFE」発売。表題曲は、TBS系『秩父宮賜杯 第26回全日本大学駅伝対校選手権大会』のテーマソングに使用された。

### 1995年
4月17日、7thシングル「NAKED WOMAN」発売。表題曲は、フジテレビ系『上岡龍太郎にはダマされないぞ!』のエンディングテーマ、カップリングの「SENSATION」は、TBS系『ET!』の1994年11月度のオープニングテーマとしてそれぞれ使用された。
5月15日、6thアルバム『BODY』発売。
8月21日、日本のスーパーグループであるPYGの楽曲をカバーした8thシングル「自由に歩いて愛して」発売。表題曲は、TBS系『歌いこみ音楽隊!』のエンディングテーマ、カップリングの「Spunky Bop」は、『'95北海道の牛乳キャンペーン』のCMソングとしてそれぞれ使用された。
11月13日、9thシングル「LOVE IN MY LIFE」発売。表題曲は、テレビ朝日系月曜ドラマ・イン『花嫁は16才!』の挿入歌に使用された。

### 1996年
2月21日、7thアルバム『GORGEOUS』発売。
5月21日に、10thシングル「Dynamite」発売。表題曲は、フジテレビ系『プロ野球ニュース』のテーマソングに使用された。
9月21日、11thシングル「MOVING ON」発売。表題曲は、TBS系『COUNT DOWN TV』のオープニングテーマに使用された。この作品を以て、KIX-S名義およびアポロンから発表した最後の作品となった。

### 1997年
バンド名をThe KIX-S（ザ・キックス）と改名したと同時に、レコード会社をRCAアリオラジャパンへ移籍。
4月23日、通算12thシングル「FLOWER & FLOWER 〜はなとはな〜」発売。表題曲は、フジテレビ系『木曜の怪談 '97』のオープニングテーマに使用された。
9月3日、通算13thシングル「DO YA!」発売。表題曲は、アサヒビール『フーパーズ・フーチ』のCMソングに使用された。
11月21日、通算14thシングル「EDEN」発売。表題曲は、オーストラリア政府観光局のCFイメージソングに使用された。
12月3日、通算8thアルバム『sunrise』発売。この作品を以て、RCAアリオラジャパンから発表した最後の作品となった。

### 1998年
レコード会社をテイチクのBAiDiSレーベルへ再度移籍。
時期不明、活動を休止を発表
9月23日、ベスト・アルバム『The KIX-S 90's 〜The BEST〜』発売。

### 1999年
7月21日、ベスト・アルバム『The KIX-S 90's II 〜The BEST〜』発売。この作品を以て、活動を休止した。

### 活動休止後
浜口は、ブロードウェイミュージカル『RENT』に主役のミミ役として2年連続（1998年・1999年）で出演。その後、東宝ミュージカル『ブラッド・ブラザース』にミセス・ジョンストン役として2年連続出演するなど活動の幅を拡げた。2001年に、Cutting edgeからTSUKASA☆名義で、CDデビューし2枚のシングルを発表する。
安宅は、2005年頃から東京都杉並区と世田谷区に『ATAKA音楽教室』をオープンし、以降は講師活動に専念している。
2019年9月4日に、1stアルバム『KIX-S』から8thアルバム『GORGEOUS』までのオリジナル・アルバムと、ベスト・アルバム『The KIX-S 90's 〜The BEST〜』の音楽配信が開始された。

## その他
- TBS系の音楽番組『COUNT DOWN TV』にて、ゲストライブの冒頭でアーティストが「COUNT DOWN TVをご覧のみなさん、こんばんは ○○です」という挨拶は、KIX-Sが初めて発してから定番化した[21]。

## ディスコグラフィ

### シングル
|      | 発売日         | タイトル                       | 楽曲制作                                                     | 最高位 |
| ---- | -------------- | ------------------------------ | ------------------------------------------------------------ | ------ |
| 1st  | 1992年7月21日  | また逢える…                    | 作詞：浜口司 作曲：安宅美春 編曲：葉山たけし                 | 4位    |
| 2nd  | 1993年5月17日  | 愛し過ぎてこわい               | 作詞：浜口司 作曲：安宅美春 編曲：葉山たけし                 | 16位   |
| 3rd  | 1993年11月22日 | もう一度TENDERNESS             | 作詞：浜口司 作曲：安宅美春 編曲：葉山たけし                 | 22位   |
| 4th  | 1994年2月14日  | LOVIN' YOU                     | 作詞：浜口司 作曲：安宅美春 編曲：葉山たけし                 | 19位   |
| 5th  | 1994年9月28日  | 抱いて…抱きしめて              | 作詞：浜口司 作曲：安宅美春 編曲：葉山たけし                 | 15位   |
| 6th  | 1994年10月26日 | MY LIFE                        | 作詞：浜口司 作曲：安宅美春 編曲：葉山たけし                 | 25位   |
| 7th  | 1995年4月17日  | NAKED WOMAN                    | 作詞：浜口司 作曲：安宅美春 編曲：高橋圭一 & KIX-S           | 19位   |
| 8th  | 1995年8月21日  | 自由に歩いて愛して             | 作詞：安井かずみ 作曲：井上堯之 編曲：高橋圭一 & KIX-S       | 25位   |
| 9th  | 1995年11月13日 | LOVE IN MY LIFE                | 作詞：浜口司 作曲：安宅美春 編曲：高橋圭一 & KIX-S           | 30位   |
| 10th | 1996年5月21日  | Dynamite                       | 作詞：浜口司 作曲：安宅美春 編曲：高橋圭一 & KIX-S with MST  | 40位   |
| 11th | 1996年9月21日  | MOVING ON                      | 作詞：浜口司 作曲：安宅美春 編曲：KIX-S                      | 23位   |
| 12th | 1997年4月23日  | FLOWER & FLOWER 〜はなとはな〜 | 作詞：浜口司 作曲：井上慎二郎 編曲：土橋安騎夫               | 37位   |
| 13th | 1997年9月3日   | DO YA!                         | 作詞：浜口司 作曲：安宅美春 編曲：The KIX-S & ファンキー末吉 | 65位   |
| 14th | 1997年11月21日 | EDEN                           | 作詞：浜口司 作曲：安宅美春 編曲：西脇辰弥                   | 圏外   |

### アルバム

#### オリジナル・アルバム
|     | 発売日         | タイトル         | 最高位 |
| --- | -------------- | ---------------- | ------ |
| 1st | 1991年8月21日  | KIX-S            | 77位   |
| 2nd | 1992年1月21日  | LES=BEAT         | 37位   |
| 3rd | 1992年6月21日  | ONE NIGHT HEAVEN | 24位   |
| 4th | 1992年12月14日 | VIRGINITY        | 14位   |
| 5th | 1994年3月22日  | MOTHER           | 3位    |
| 6th | 1995年5月15日  | BODY             | 4位    |
| 7th | 1996年2月21日  | GORGEOUS         | 6位    |
| 8th | 1997年12月3日  | sunrise          | 41位   |

#### ベスト・アルバム
|     | 発売日        | タイトル                       | 最高位 |
| --- | ------------- | ------------------------------ | ------ |
| 1st | 1998年9月23日 | The KIX-S 90's 〜The BEST〜    | 34位   |
| 2nd | 1999年2月24日 | The KIX-S 90's II 〜The BEST〜 | 圏外   |

### ビデオ
|     | 発売日         | タイトル        |
| --- | -------------- | --------------- |
| 1st | 1994年11月21日 | KIX-S/CLIP-S    |
| 2nd | 1996年12月16日 | KIX-S/CLIP-S II |

## タイアップ一覧
| 使用年    | 曲名                           | タイアップ                                                                   |
| --------- | ------------------------------ | ---------------------------------------------------------------------------- |
| KIX-S     |                                |                                                                              |
| 1992年    | ONE NIGHT HEAVEN               | TBS『東京知恵熱ムスメ』エンディングテーマ                                    |
| 1992年    | また逢える…                    | フジテレビ系月9ドラマ『君のためにできること』主題歌                          |
| 1993年    | 愛し過ぎてこわい               | テレビ朝日系ドラマ『ララバイ刑事'93』主題歌                                  |
| 1993年    | もう一度TENDERNESS             | テレビ朝日系アニメ『機動戦士Vガンダム』エンディングテーマ（第32話 - 第51話） |
| 1994年    | LOVIN' YOU                     | テレビ朝日系『お茶とUN』オープニングテーマ                                   |
| 1994年    | 抱いて…抱きしめて              | テレビ朝日系『Jリーグ A GOGO!!』テーマソング                                 |
| 1994年    | いつの日か この涙              | ホクレン「'94北海道の牛乳キャンペーン」CFタイアップ曲                        |
| 1994年    | SENSATION                      | TBS系『ET!』1994年11月度オープニングテーマ                                   |
| 1994年    | MY LIFE                        | 秩父宮賜杯 第26回全日本大学駅伝対校選手権大会テーマソング                    |
| 1995年    | NAKED WOMAN                    | フジテレビ系『上岡龍太郎にはダマされないぞ!』エンディングテーマ              |
| 1995年    | Moon Struck                    | 日本テレビ系『新装開店!SHOW by ショーバイ!!』エンディングテーマ              |
| 1995年    | 自由に歩いて愛して             | TBS系『歌いこみ音楽隊!』エンディングテーマ                                   |
| 1995年    | Spunky Bop                     | ホクレン「'95北海道の牛乳キャンペーン」CFタイアップ曲                        |
| 1995年    | LOVE IN MY LIFE                | テレビ朝日系月曜ドラマ・イン『花嫁は16才!』挿入歌                            |
| 1996年    | Everybody! Shake It Buddy!     | フジテレビ系『とれたてガバット』エンディングテーマ                           |
| 1996年    | Dynamite                       | フジテレビ系『プロ野球ニュース』テーマソング                                 |
| 1996年    | 羽を休めて                     | SHARP「MDコンポ」CMソング                                                    |
| 1996年    | MOVING ON                      | TBS系『COUNT DOWN TV』オープニングテーマ                                     |
| The KIX-S |                                |                                                                              |
| 1997年    | FLOWER & FLOWER 〜はなとはな〜 | フジテレビ系『木曜の怪談 '97』オープニングテーマ                             |
| 1997年    | DO YA!                         | Asahi「フーパーズ・フーチ」CMソング                                          |
| 1997年    | EDEN                           | オーストラリア政府観光局 CFイメージソング                                    |